# Civis romanus sum

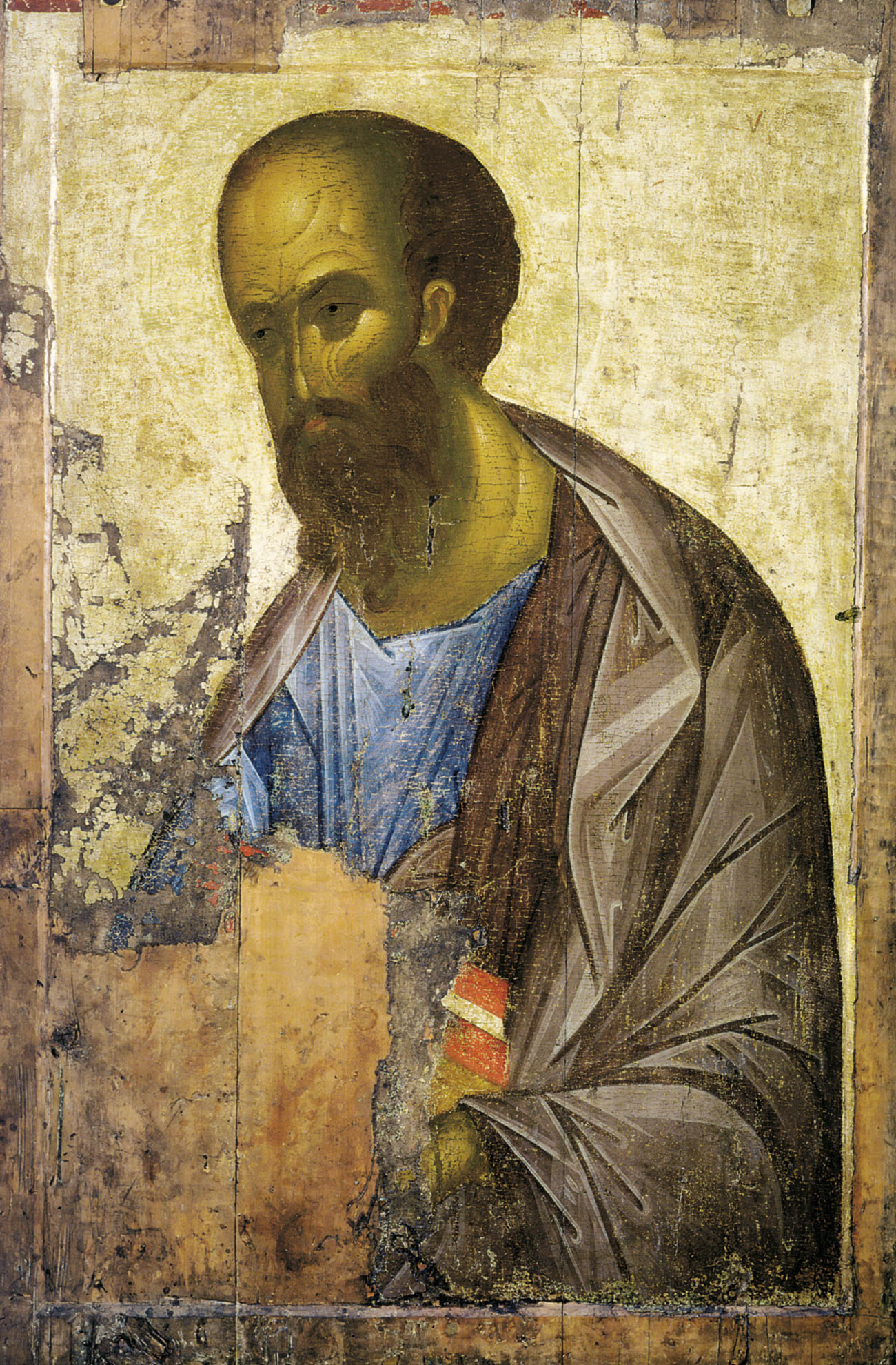
Iconos de San Pablo de Deesis, Zvenigorodsky Chin

La frase Civis romanus sum en latín significa: soy ciudadano romano. El empleo de la frase proclamaba al que la mencionaba como ciudadano libre del imperio romano, y por lo tanto reclamaba un derecho que no podía ser anulado si no era por proceso legal en la Antigua Roma. Aparecen menciones en la literatura romana como en Marco Tulio Cicerón (In Verrem 11, V, 162): "Cervices in carcere frangebantur indignissime civium romanorum, ut iam illa vox et imploratio: “Civis Romanus sum”" (En las cárceles se quebraban las gargantas de ciudadanos romanos de una manera indecente, con la voz ellos suplicaban: "soy ciudadano romano").
Es una frase repetida con orgullo por muchas figuras romanas importantes, para reclamar los privilegios inherentes a la condición de ciudadanos romanos. Incluso se permitía a los presos beneficiarse de esa prerrogativa, que garantizaba un tratamiento más favorable. Por ejemplo, cuando Pablo de Tarso estaba siendo juzgado y apeló al Emperador, reclamó su derecho como ciudadano de ser juzgado en Roma, de modo que se suspendió el proceso judicial mientras, encadenado y escoltado por los protectores, era llevado a la capital (Hechos de los Apóstoles 22, 27).